# Cola Turka

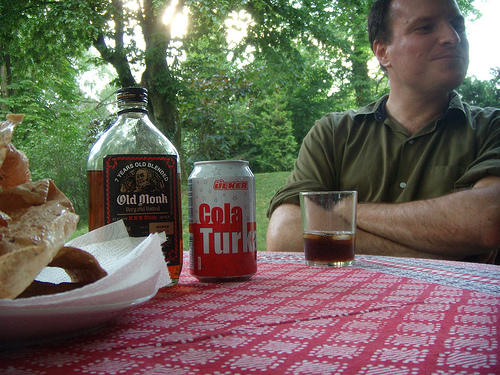
Canette de Cola Turka.

Cola Turka est un cola provenant de Turquie et fabriqué par Ülker. Il est aussi vendu en Allemagne, et en France dans des épiceries turques ou arabes ou/et dans des restaurants à spécialités turques telles qu'un kebab. Ce produit se décline en Cola Turka Light, Cola Turka Cappuccino, Cola Turka Sıfır.

## Publicité de Cola Turka
La première publicité a été jouée en juin 2003 par Chevy Chase : en Amérique, il passe une journée normale dans un cirque avec ses amis et sa famille et se comporte comme un Américain. Ensuite, sa famille, ses amis et lui-même boivent du Cola Turka et se comportent comme des Turcs.